# 일본의 재판소
일본의 재판소(日本の裁判所 사이반쇼[*])는 일본의 정부에서 사법권을 행사하는 재판소에 관하여 기술한 문서다. 일본의 사법부는 지방정부와 중앙정부의 구별 또는 사건의 내용에 따른 관할의 구분 없이 모든 사법제도가 일본국 헌법 제6장 '사법(司法)'에 따라 설치된 일본 최고재판소를 정점으로 하여 단일한 체계에 속해 있다는 특징을 지니고 있다.

## 구성
일본국 헌법. 제76조 제1항에서는 “모든 사법권은 최고재판소와 법률이 정하는 바에 따라 설치되는 하급 재판소에 속한다.”고 규정되어 있다. 따라서 재판소는 사법권을 행사하는 국가기관이며, 재판소의 구성은 재판소법(裁判所法)에 따른다. 재판소법에 의하면, 재판소는 전국을 관할하는 하나의 최고재판소(약칭은 최고재)와 하급 재판소가 있다. 

### 최고재판소
일본 최고재판소는 1명의 최고재판소 장관과 그 밖의 최고재판소 판사들로 구성된다. 일본 헌법 제79조는 최고재판소 판사의 숫자를 예정하지 않고 그 정원을 법률에 위임하고 있는데, 현재 재판소법 제5조 제3항에 따른 최고재판소 장관 외에 최고재판소 판사의 숫자는 14명이므로 일본 최고재판소는 총 15명의 판사들로 구성되어 있다. 최고재판소장은 헌법 제6조 제2항에 따라 내각이 지명하고 천황이 임명하며, 최고재판소 판사는 헌법 제79조 제1항에 따라 내각이 임명하되 임명 후 불신임여부를 국민투표로 결정하게 된다. 불신임여부는 헌법 제79조 제2항에 따라 내각의 임명 후 가장 이른 중의원(일본 하원) 총선에서 찬반투표 형태로 실시하며, 10년마다 불신임여부를 반복하여 국민투표로 심사하게 된다. 최고재판소 판사는 임기의 제한이 없으나 정년이 있다. 최고재판소 판사의 정년은 재판소법 제50조가 70세로 규정하고 있다.

### 하급재판소
일본의 사법부에서 하급심 재판을 담당하는 하급재판소로는 고등재판소(약칭 고재), 지방재판소(지재), 가정재판소(가재), 간이재판소(간재)가 있다. 하급재판소의 재판관은 고등재판소의 장을 고등재판소 장관으로 하고, 기타 재판관을 판사, 판사보, 또는 간이재판소 판사로 한다(동조). 고등재판소는 지부를 설치할 수 있다(제22조). 또한 지방재판소와 가정재판소는 지부 또는 출장소를 둘 수 있다(제31조, 제31조의5). 2005년 4월에는 지적재산권에 관한 사건을 전문적으로 담당하는 재판소로 지적재산고등재판소(약칭 지재고재)가 도쿄 고등재판소의 특별한 지부로 설치되었다. 하급심 법원의 판사들은 최고재판소가 지명한 명단에 따라 내각에서 임명되고(헌법 80조 제1항), 10년의 임기를 지니며 연임을 할 수 있다. 정년은 65세이나 간이재판소에서 원로판사로 근무하는 경우 70세까지 정년이 연장된다. 
2006년 4월 현재 재판소의 수는 다음과 같다.
- 최고재판소 1청
  - 고등재판소 8청(지부 6청, 지적재산 고등재판소 1청)
    - 지방재판소 50청(지부 203청)
    - 가정재판소 50청(지부 203청, 출장소 77청)
      - 간이재판소 438청

## 사법행정
재판소를 운영 및 관리하는 행정작용을 사법행정이라고 한다. 일본국 헌법에서는 최고재판소 규칙의 제정을 비롯하여 사법행정을 수행할 권한의 대부분을 최고재판소를 비롯한 재판소에 부여하고 있다(헌법 제77조 제1항, 제80조, 제78조 후단 및 재판소법 제64조, 제83조 제1항 등.). 사법행정사무는 재판관 회의에 의하는 것이 원칙이다.
사법행정의 감독은 최고재판소가 최고감독권자로 되어있다(재판소법 제80조 제1항). 이 감독권은 재판권에 영향을 주거나 또는 제한할 수는 없다고 해석되지만, 사법행정의 실권을 갖는 최고재판소 사무총국은 재판관의 인사 및 처우를 통하여 재판의 내용에 영향을 줄 수 있다는 견해도 있다.
일본제국 헌법에서는 사법행정권은 행정권의 한 부분으로, 사법대신의 감독하에 있었다. 일본국 헌법에서는 사법권의 독립을 강화하기 위하여 재판소가 사법행정권 또한 관할하는 것으로 규정되었다. 일본의 사법행정은 재판소법 제12조, 제13조에 따른 최고재판소 산하 사무총국(事務総局)이 주도하는데, 이러한 사법행정권에는 헌법 제80조 제1항에 따른 하급심 법원의 판사 인사에 관한 권한도 포함되어 있다. 다만 재판소법 제48조에 따른 신분보장 중 의사에 반한 전근의 금지가 포함되어 있으므로 최고재판소의 인사 폭에는 제한이 있다.

## 특별재판소와 행정심판
일본국 헌법은 특별재판소의 설치를 금지하고 있는데(헌법 제76조 제2항), 이는 특정한 사건이나 사람을 재판의 대상으로 삼는 재판소의 설치를 금지한 것으로 법 앞의 평등이나 사법의 민주화 등의 취지에 기한 것이다. 그러나 가정재판소와 같이 특정한 종류의 사건을 담당하는 재판소라 할지라도, 통상의 재판소의 계열에 속한 하급재판소로 설치되는 경우에는 특별재판소라고 할 수 없다고 해석된다.
또한 헌법은 “행정 기관은 종심으로 재판할 수 없다”(동조항)고 규정하고 있는데, 이 또한 특별재판소의 설치를 금지한 규정과 같은 취지이다. 종심이 아니라 전심으로 실시하는 재판의 경우에는 행정 기관이 재판(행정심판)을 담당할 수 있다고 해석된다. 사적독점의 금지 및 공정거래의 확보에 관한 법률에 근거한 공정취인위원회의 심결, 국가공무원법에 근거한 인사원의 재정, 인사불복심사법에 근거한 행정 기관의 재결 등은 대표적인 예이다.
사법행정권의 예와 비슷하게, 일본제국 헌법에서는 특별재판소나 행정 기관에 의한 종심이 금지되지 않았다. 따라서 해외법원이나 군법회의, 황실재판소 등의 특별재판소가 존재했고, 행정사건을 전문적으로 담당하는 행정재판소가 특별재판소 또는 일종의 행정 기관으로 설치되어 있었다. 이는 일본국 헌법의 시행에 따라 모두 폐지되었다.

## 같이 보기
- 일본국 정부
  - 입법부
    - 국회
    - 참의원
    - 중의원

  - 행정부
    - 일본 내각
    - 내각총리대신
    - 국무대신

  - 사법부
    - 일본 최고재판소